# 濟陰郡 (南齊)
濟陰郡，中國南齊時設置的僑郡。

## 沿革
宋明帝泰始二年（466年），失淮北四州，濟陰郡入北魏。宋後廢帝元徽元年（573年），分南兗州、豫州僑置北徐州。南齊初，以鍾離郡境內的濟陰郡流民僑置濟陰郡，屬北徐州，領定陶、頓丘、睢陵三僑縣，在今安徽省明光市東部一帶。
齊武帝永明元年（483年），定陶縣併入頓丘縣，鍾離郡樂平、濟安二縣改屬濟陰郡。至此，濟陰郡領四縣：頓丘、睢陵、樂平、濟安。轄境在今安徽省明光市到鳳陽縣東部一帶。
東魏孝靜帝武定七年（549年），因侯景之亂取南梁濟陰郡，廢濟陰郡及其領縣為白水縣，屬高平郡。

## 太守
- 劉法護，字士伯，平原人。[5]
- 王厚強，梁武帝天監二年（503年）見任。[6]
- 薊沛，梁武帝天監三年（504年）見任。[7]
- 楊起文，蘭陵蘭陵人，梁武帝中大通元年（529年）為沙門僧強所攻，棄城走。[8]